# Zusatz-Weiterbildung Klinische Akut- und Notfallmedizin
Die Zusatz-Weiterbildung Klinische Akut- und Notfallmedizin ist eine in der Musterweiterbildungsordnung der deutschen Bundesärztekammer von 2018 (MWBO) aufgeführte Zusatzweiterbildung für Fachärzte in einem Gebiet der unmittelbaren Patientenversorgung.

## Definition
Die Zusatzweiterbildung Klinische Akut- und Notfallmedizin umfasst in Ergänzung zu einer Facharztkompetenz die Erstdiagnostik und Initialtherapie von Notfall- und Akutpatienten im Krankenhaus sowie die Indikationsstellung und Koordination der weiterführenden fachspezifischen Behandlung in interdisziplinärer Zusammenarbeit.

## Mindestanforderung
Um die Bezeichnung Klinische Akut- und Notfallmedizin führen zu dürfen, müssen Ärzte
- über die Facharztanerkennung in einem Gebiet der unmittelbaren Patientenversorgung verfügen und zusätzlich
- über 6 Monate Intensivmedizin, die auch während der Facharztweiterbildung abgeleistet werden können, und zusätzlich
- einen Weiterbildungskurs in Allgemeiner und spezieller Notfallbehandlung mit einem Umfang von 80 Stunden absolviert haben[2] sowie
- 24 Monate Klinische Akut- und Notfallmedizin in einer interdisziplinären Notfallaufnahme an anerkannten Weiterbildungsstätten absolviert haben.

Bei der Anmeldung zur Weiterbildungsprüfung müssen der zuständigen Ärztekammer sämtliche Nachweise über die erfüllten Mindestanforderungen vorgelegt werden. Dazu gehören auch die Logbuch-Dokumentationen über alle durch die MWBO vorgegebenen Inhalte der Weiterbildung.

## Inhalte der Weiterbildung
Bei der Weiterbildungsprüfung muss man darlegen können, dass man Kenntnisse, Erfahrungen und Fertigkeiten unter anderem in folgenden Bereichen erlangt hat:
- Rechtliche Grundlagen der notfallmedizinischen Behandlung
- Ersteinschätzungssysteme, Triagierung
- Grundlagen der Verletzungsartenverfahren
- Massenanfall von Notfallpatienten, Pandemieplanung, Grundlagen der Katastrophenmedizin
- Organbezogene Notfallsituationen (z. B. kardiovaskuläre, hämatologische und onkologische immunologische Notfälle, Infektionskrankheiten und Sepsis)
- Symptomorientierte Erstdiagnostik und Initialtherapie
- Besonderheiten im Kindes- und Jugendalter, in der Schwangerschaft, bei geriatrischen Patienten
- Notfallmedizinische Kernverfahren (z. B. Intubation, Beatmung, Pleurapunktion, Reanimation, Akutschmerztherapie, Magenspülung, Liquorpunktion).

Die Inhalte der Musterweiterbildungsordnung sind allerdings nur eine Empfehlung für die rechtsverbindlichen Weiterbildungsordnungen der Landesärztekammern, die hiervon abweichende Regelungen treffen können.